# Açude do Rosário
O açude do Rosário está localizado em Quitaiús, distrito do município cearense de Lavras da Mangabeira. A barragem foi concluída em 2001 sobre o riacho do Rosário. Possui capacidade para armazenar mais de 45 milhões de metros cúbicos de água. Esta água é destiada primeiramente para o consumo humano e animal, em segundo irrigação controlada pelo comitê. É com foco na utilização desta água, mesmo controlada e racionalizada na sua utilização, Quitaiús através da AMEMQUITAIUS (Associação do Movimento Emancipalista de Quitaiús) e de outras associações ligadas a esta por parcerias que buscam através de projetos, fortalecer a economia local, aumentar os postos de trabalhos e consequentemente a geração de renda e a melhoria da qualidade de vida da população. 
Os projetos de maior destaque são: Aquicultura, Fruticultura irrigada são projetos com boa produção de melancia, melão, maracujá, mamão, goiaba, etc. Toda esta produção destina-se ao Cariri, cujo preço é bem competitivo devido a distancia de 60 Km, não onerando o custo do transporte, como no caso a fruta produzida na Bahia. Um polo de lazerque se localiza paralelamente ao lado da Rodovia Padre Cícero e as águas do referido açude.Na extensão de toda área há projetos de grandes e agradáveis pousadas como também um ótimo local para chacaras, chalés, restaurantes e hotéis. 